# Provence (Zwitserland)
Provence is een gemeente en plaats in het Zwitserse kanton Vaud, en maakt deel uit van het district Jura-Nord vaudois.
Provence telt 373 inwoners.

## Geboren
- Frère Roger (1915-2005), theoloog, verzetsman en oprichter, eerste overste en bezieler van de Taizégemeenschap

## Overleden
- Jacques Martin (1933-2005), bosbouwkundige en politicus